# Fantômette contre le Hibou
Fantômette contre le Hibou est le 2e roman de la série humoristique Fantômette créée par Georges Chaulet.
Le roman, publié en 1962 dans la Bibliothèque rose des éditions Hachette, comporte 189 pages. Il évoque l'enquête faite par Françoise, Ficelle et Boulotte face à la multiplication de rackets revendiquée par « Le Hibou ».

## Notoriété
De 1961 à 2000, les ventes cumulées des titres de Fantômette s'élèvent à 17 millions d'exemplaires, traductions comprises.
Le roman Fantômette contre le Hibou a donc pu être vendu à environ 200 000 exemplaires.
Comme les autres romans, il a été traduit en italien, espagnol, portugais, en flamand, en danois, en finnois, en turc, en chinois et en japonais.

## Personnages principaux
- Françoise Dupont / Fantômette : héroïne du roman
- Ficelle : amie de Françoise et de Boulotte
- Boulotte : amie de Françoise et de Ficelle

## Résumé
Remarque : le résumé est basé sur l'édition cartonnée non abrégée parue en 1962 en langue française.
- Mise en place de l'intrigue (chapitres 1 et 2)

D'étranges événements inquiétants ont lieu à Framboisy : une rumeur circule selon laquelle le charcutier vend de la viande de cheval au lieu de la viande de bœuf ou de porc, des bobines de films du cinéma local sont volées, un tonneau de fer défonce la vitrine d'un magasin de vente de télévisions, des clous jonchent la chaussée et crèvent les pneus des voitures… 
Puis les commerçants visés par ces actes de malveillance font l'objet d'un racket : ou bien ils payent une « cotisation » à la bande de malfaiteurs qui signe ses forfaits d'un dessin de hibou, ou bien ils subiront des conséquences. L'un des premiers à subir les foudres de l'équipe du Hibou est un brave cultivateur dont l'un des arbres est scié. 
- Aventures et enquête (chapitres 3 à 10)

Les criminels s'enhardissent : un vol audacieux a lieu en plein jour dans la principale banque de Framboisy. En effet, les malfaiteurs, déguisés en pompiers et intervenant pour éteindre un feu qu'ils avaient eux-mêmes allumé, en profitent pour dérober une forte somme. Tout ceci passionne Ficelle, qui a décidé de créer un club de détectives, dont elle sera le membre éminent : le « FLIC » (Fins Limiers Club). 
Aidée de Boulotte et surtout de Françoise, elle engage une enquête qui ne mène nulle part. En revanche, Françoise mène son enquête personnelle et découvre le repaire des malfrats, qui se cachent et organisent leurs réunions dans un vieux moulin abandonné. Elle découvre que les bandits vont attaquer un train et, sous le masque de Fantômette, prévient la police. L'attaque n'a pas lieu.
- Dénouement et révélations finales (chapitres 11 et 12)

Grâce à Françoise/Fantômette, après que Ficelle et Boulotte eurent été faites prisonnières par la bande puis relâchées par Fantômette, toute la bande est mise hors d'état de nuire par le commissaire Maigrelet. Les chefs de la bande, « Hibou 1 » (dit « Grand Hibou ») et « Hibou 2 », étaient en fait un couple de garagistes, Mme et M. Boulon, qui faisaient régner la terreur parmi les membres de la bande.